# Cazuca
Cazuca es una localidad de Santa Lucía que forma parte del distrito de Micoud.